# Gary Grimes
Pour les articles homonymes, voir Grimes.
Gary Grimes est un acteur américain né le 2 juin 1955 à San Francisco, Californie (États-Unis).

## Biographie
Gary Grimes obtient son premier grand rôle en 1971, dans le film Un été 42 : l'aventure sensuelle d'un adolescent avec une jeune femme plus âgée que lui, interprétée par Jennifer O'Neill. Pour ce rôle, Grimes a été nommé en 1972 pour un Golden Globe Award en tant que nouvel arrivant masculin prometteur et pour le BAFTA Award du meilleur espoir.
Grimes a également joué par la suite dans Classe 44 (1973), qui suit son personnage à l'université.
Il a aussi joué dans Les Cordes de la potence (1973) aux côtés de John Wayne, dans Du sang dans la poussière en 1974 avec Lee Marvin et Ron Howard et dans le film de Disney Gus (1976). On lui a proposé une série de télévision à cette époque, mais il a refusé.
Grimes s'est retiré du monde du spectacle à la fin des années 1970. Il vit toujours à Los Angeles et reste hors de la vue du public. En 2011, Grimes a déclaré au magazine American Profil : « J'en étais arrivé au point où le travail n'était pas au niveau de qualité que je voulais ; je suis très heureux de ma décision. »

## Filmographie
- 1971 : Un été 42 (Summer of '42) : Hermie
- 1972 : The Culpepper Cattle Co. : Ben Mockridge
- 1973 : Classe 44 (Class of '44) de Paul Bogart : Hermie
- 1973 : Les Cordes de la potence (Cahill U.S. Marshal) : Danny Cahill
- 1974 : Du sang dans la poussière (The Spikes Gang) : Will Young
- 1976 : Gus : Andy Petrovic
- 1976 : Once an Eagle (feuilleton TV) : Jack Devlin
- 1987 : Concrete Angels : Beatles (voix)